# Варненско хоро
Варненското хоро е български народен танц (хоро) от Добруджанската фолклорна област.
То е в 9/8 тактов размер. Брои се „Раз, два, три, четири“, като четвъртият дял е удължен.